# Хатки (Мостиська міська громада)
Хатки́ —  село в Україні, в Яворівському районі Львівської області. Населення становить 117 осіб. Орган місцевого самоврядування - Мостиська міська громада.